# RIAS

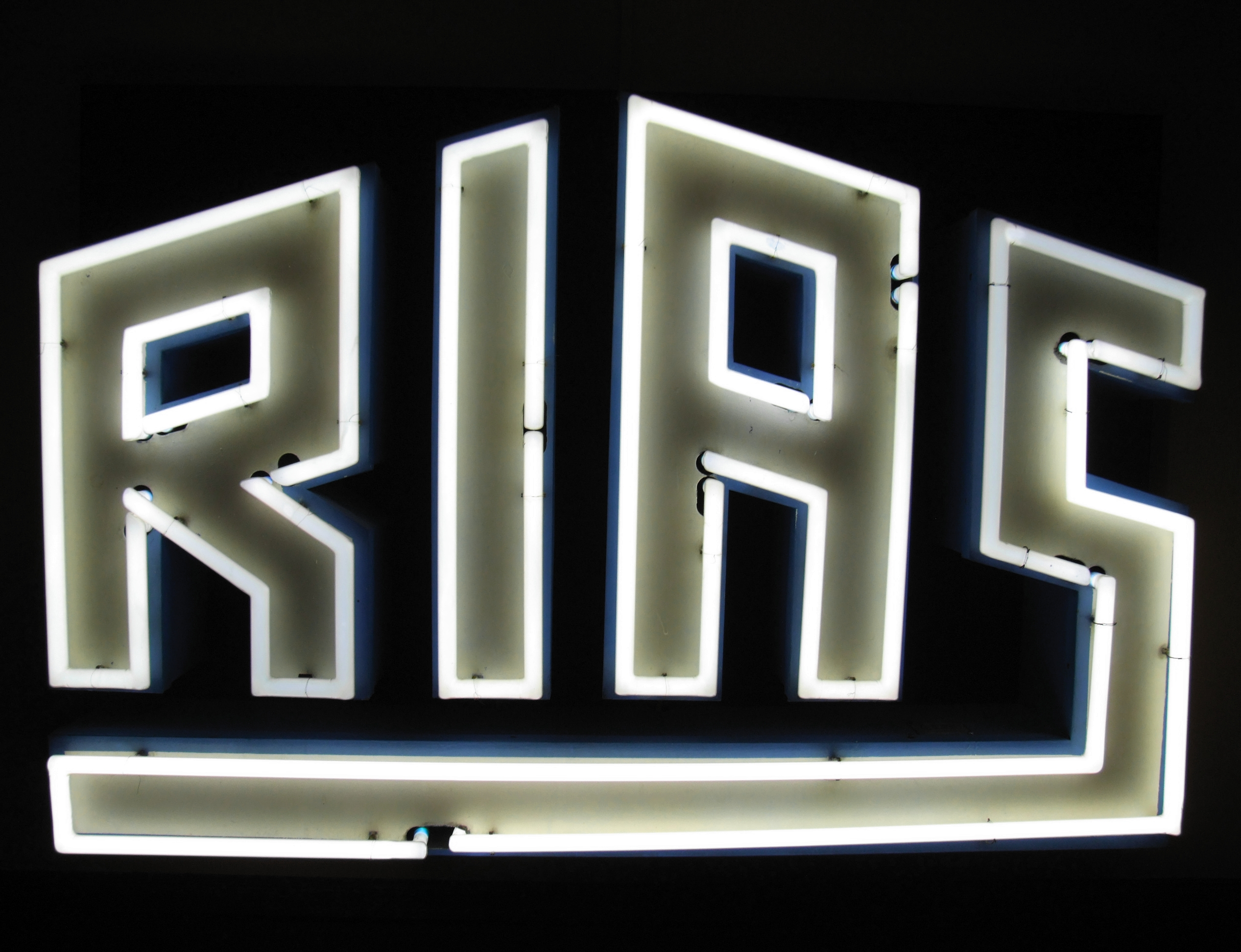
Neonový znak RIAS v Berlíně

RIAS („Rundfunk im amerikanischen Sektor“, tj. „Rozhlas v americkém sektoru“) byla rozhlasová stanice se sídlem v západoberlínském obvodu Schöneberg (Kufsteiner Straße), založená vojenskou správou USA po 2. světové válce. Vysílala od roku 1946 do roku 1993 dva rozhlasové programy a od roku 1988 do roku 1992 jeden televizní program.

## Historie vzniku
Západní vítězné mocnosti 2. světové války dorazily do Berlína až o tři měsíce později než Rudá armáda, Sovětská okupační moc se mezitím zmocnila rozhlasu v Berlíně a založila v jeho budově v Masurenallee v Berlíně-Charlottenburgu Berlínský rozhlas. Klíčové funkce byly obsazeny Němci věrnými Moskvě. Západní okupační mocnosti se marně dožadovaly u Spojeneckého velitelství čtyř okupačních mocností vlastních vysílacích časů v Berlínském rozhlase. Když se jim nepovedlo ani postavit tuto stanici pod kontrolu čtyř mocností, podnikli Američané a Britové opatření ke zřízení nezávislých rozhlasových stanic ve svých sektorech. Vzhledem k nedostatku vlastních kontinentálních vysílačů nařídil U.S. Headquarter Berlin ve svém sektoru znovuzřízení rozhlasu po drátě (Drahtfunk) k 17. prosinci 1945. Tato stanice podléhala přímému dozoru Information Services Control Section jako oprávněnému správnímu orgánu. Proto se zpočátku vysílalo pod názvem „Drahtfunk im amerikanischen Sektor“ (DIAS). NDR systematicky rušila příjem tohoto vysílače s tvrzením: „Financování vysílače se provádí tajnými kanály Central Intelligence Agency (CIA), která tímto vysílačem pokrývá NDR americkou propagandou.“

## Program

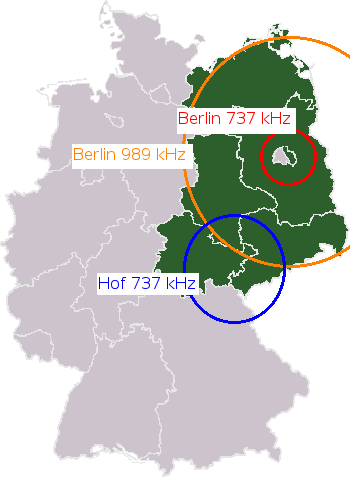
Oblast slyšitelnosti vysílání RIASu na středních vlnách k roku 1955.

### RIAS 1
Od začátku byl RIAS pokrokový svým programovým řešením a působil jako příklad pro západoněmeckou rozhlasovou scénu. Programy stanice se řídily svým heslem „Svobodný hlas svobodného světa“. Od 24. října 1950 přenášela stanice každou neděli v poledne hlasy tzv. Berlínského zvonu svobody z schöneberské radnice. Pak následovalo předčítání „Slavnostního slibu svobody“:
„Věřím v nedotknutelnost a důstojnost každého jednotlivého člověka. Věřím, že všem lidem bylo Bohem dáno stejné právo na svobodu. Slibuji, že budu klást odpor každé tyranii a každému útoku na svobodu, kdekoliv by se kdy vyskytly.“
Pořady, které byly šity na míru různým skupinám obyvatelstva, a podrobnými politickými zprávami stanice poskytovala rozsáhlý balík informací. Zatímco podíl politických programů ve veřejnoprávních sdělovacích prostředcích dosahoval v padesátých letech pouze kolem 15 procent, u RIASu to bylo asi 34 procent. RIAS také zavedl jako první na německém území vícehodinové magazíny aktualit. Hlavním bodem politických zpráv a komentářů byl nejen Berlín, ale i dění v NDR. Speciálně pro berlínské posluchače zavedl první berlínský vládnoucí starosta Ernst Reuter pořad Kde nás tlačí bota, v kterém pokračovali jeho nástupci až do roku 1978.
RIAS šel příkladem také na poli kultury a zábavy. Vystoupení Komorního sboru RIASu založeného již v počáteční době a Symfonického orchestru RIASu patřily ke kulturním vrcholům v Berlíně. Brilantním pozorovatelem a kritikem berlínské kulturní scény byl Friedrich Luft, jehož Hlas kritiky byl vysílán poprvé 7. února 1946 a objevoval se na programu každý týden až do smrti Lufta v roce 1990.
Taneční orchestr RIASu byl v oboru zábavné hudby aktivní i daleko mimo Berlín. Zvláště pod vedením Wernera Müllera doprovázel četné veřejné akce na Spolkovém území stejně jako v televizi. RIAS se považuje také za průkopníka hitparády v německém rozhlase. Dříve než odstartovala v roce 1958 v Radiu Luxembourg první hitparáda, měl RIAS na programu už v roce 1949 Šlágr týdne. Jako první německá stanice začal také RIAS v sedmdesátých letech dvacátého století s vysíláním maratónských popových nocí pod názvem Rock over RIAS. 30. září 1985 se změnila stanice RIAS 2 na 24-Stunden-Popmusik-Kanal (Čtyřiadvacetihodinový kanál popu) a sloužila jako vzor pro mnoho ostatních programů pro mládež. Po postavení Berlínské zdi překonával RIAS éterem rozdělující hranici svým nedělním pořadem pozdravů s názvem Hudba nezná hranic.
RIAS byl zřizovatelem těchto hudebních těles:
- RIAS Kammerchor (komorní sbor)
- RIAS-Symphonie-Orchester (RSO [symfonický orchestr], 1993 in Deutsches Symphonie-Orchester Berlin - DSO umbenannt)
- RIAS Tanzorchester (taneční orchestr)
- RIAS Big Band

Zvláštní podíl na zábavním programu RIASu měl Hans Rosenthal. Zavedl úspěšné rozhlasové soutěže Wer fragt, gewinnt - Kdo se ptá, zvítězí a Allein gegen alle - Sám proti všem, které byly převzaty později také jinými stanicemi, a rozhlasový kabaret Rückblende - Zpětný pohled. Vynalezl analýzu poslechovosti, protože jeho pořadem Klingendes Sonntagsrätsel - Nedělní zvuková hádanka se měřil ohlas na vysílání stanice RIAS 2 prostřednictvím vysílače v bavorském Hofu.
K dalším populárním pořadům RIASu patřil 149krát vysílaný kabaret Die Insulaner - Ostrované s Günterem Neumannem, který měl premiéru 25. prosince 1948. A dále série rozhlasových her  Damals war’s-Geschichten aus dem alten Berlin - Tenkrát to bylo-příběhy ze starého Berlína, která byla vysílána mezi lety 1964 a 1987, měla celkem 462 pokračování a kterou si vysloužil první ostruhy Curth Flatow, pozdější úspěšný autor televizních seriálů. Další rozhlasové hry byly série od Michaela Kosera o dobrodružstvích všestranného vědce Profesor van Dusen (79 dílů), Pension Spreewitz (150 dílů) a Es geschah in Berlin - Stalo se v Berlíně  (499 dílů). V letech 1947 až 1972 vysílal Fritz Genschow zvaný Strýček Tobiáš z RIASu s tetou Erikou a dětmi z RIASu každou neděli od 10 hodin stejnojmenný pořad pro děti.

### RIAS 2
RIAS 2 byl zřízen 1. listopadu 1953 jako druhý rozhlasový program a vysílal na středních a velmi krátkých vlnách z vysílačů Berlin-Britz a Hof.
30. září 1985 se stal RIAS 2 čtyřiadvacetihodinovým programem pro mladé (Jingle: Jugendwelle RIAS 2 auf neun vier drei).
Berliner Zeitung hovoří při zpětném pohledu o ohromujícím startu: "Jen v Západním Berlíně získal RIAS 2 najednou 300 tisíc posluchačů průměrně na hodinu." Také ve Východním Berlíně a v NDR byl RIAS 2 populární. "Pro mnohé východoněmce patřilo západní vysílání k životu jako grilované kuře a kola."[zdroj?]

### RIAS TV
22. srpna 1988 odstartoval RIAS v Berlíně svůj televizní program RIAS-TV. Stanice zavedla jako první Snídani s televizí a tento formát programu byl později převzat také jinými stanicemi.

## Po znovusjednocení
V roce 1990 vzhledem k znovusjednocení Německa bylo pokračování stanice nejisté. Nejprve zvažovaly Spojené státy další existenci rozhlasu RIAS na základě zprávy od U.S. Advisory Commission on Public Diplomacy 1989/90, aby byl zabezpečen ve střední Evropě i nadále „důležitý informační zdroj o demokracii a Spojených státech pro 16 milionů východních Němců“.
Dne 1. dubna 1992 převzala RIAS-TV německá stanice Deutsche Welle, která nadále produkovala a vysílala televizní program pro zahraničí pod názvem DW-TV. 19. května 1992 byla podepsána mezi vládami Spolkové republiky Německo a USA smlouva o založení Komise RIASu Berlin, která vstoupila v platnost 26. října 1992. Komise měla za úkol „pokračovat v tradici německo-americké spolupráce v rozhlase a umožnit jako novou tradici v transatlantickém mediálním dialogu setkávání a vztahy mezi rozhlasovými žurnalisty na obou stranách oceánu“.
Dne 1. června 1992 byla stanice RIAS 2 privatizována a přejmenována na rs2. rs2 dnes vysílá v Berlíně na stejném VKV kmitočtu 94,3 MHz jako dříve RIAS 2 a na stejné síti dalších VKV frekvencí v Braniborsku. VKV kmitočet RIASu 2 v Hofu 91,2 MHz byl v roce 1992 zrušen. Někdejší berlínský středovlnný kmitočet 855 kHz RIASu 2 se používá dnes pro digitální přenosy a zvláštní vysílání německého rozhlasu. RIAS 1 (FM 89,6 MHz) zprvu dále pokračoval a k 1. lednu 1994 se spojil s DS Kultur a Deutschlandfunkem ve stanici s názvem DeutschlandRadio Berlin (dnes Deutschlandfunk Kultur). Tento program tvoří spolu se stanicemi Deutschlandfunk a Deutschlandfunk Nova Deutschlandradio (veřejnoprávní sdružení). Hudební tělesa se dnes převážně sdružují v Rozhlasové orchestry a sbory a.s. Berlín.
Bývalá budova rozhlasu RIAS se nachází na náměstí Hans-Rosenthal-Platz, pojmenovaném po populárním moderátorovi. Budova leží přímo mezi čtvrtěmi Schöneberg a Wilmersdorf u parku Rudolpha Wildeho resp. u Volksparku Wilmersdorf s tzv. hřištěm RIASu a dnes je sídlem vysílače Deutschlandfunk Kultur.

## Osobnosti
RIAS stál v prvních letech pod dohledem Služeb pro kontrolu informací (Information Control Services) Velitelství USA v Berlíně. Od r. 1965 byl podřízen Informační agentuře Spojených států při Ministerstvu zahraničí USA. Nejdříve byl veden čtyřčlenným direktoriem, sestávajícím z ředitele, zástupce ředitele, šéfa produkce a náčelníka správy, jejichž místa byla obsazována Američany. Od r. 1989 byl už jen ředitel Američan. Sestavování programu bylo výhradně v německých rukou. K nejznámějším šéfredakorům RIASu patří pozdější politik SPD Egon Bahr, který zastával toto místo od r. 1950 do r. 1959.
Známí moderátoři RIASu byli Curth Flatow, Fred Ignor, John Hendrik, Lord Knud, Barry Graves, Nero Brandenburg, Desirée Persh, Ian McConnachie, Henry Gross, Juan Liebig, Uwe Golz, Andreas Dorfmann, Oliver Dunk, Gregor Rottschalk, Peter Kohagen, Christian Graf, Uwe Wohlmacher, Rik De Lisle, Dennis King, Konstantin Klein, Uwe Hessenmüller a Hans Rosenthal.
Vývěsními štíty v oboru politického zpravodajství byli Jürgen Graf, Lutz Meunier, důležití korespondenti Günter Graffenberger (Švédsko), Jürgen Choar (USA), Ulrich Sahm (Izrael, dnes korespondent N24), Gustav Chalupa (bývalá Jugoslávie).
Oddělení rozhlasových her řídili např. známí režiséři Hanns Korngiebel und Ivo Veit, který mimo jiné inscenoval sérii rozhlasových her Damals war’s-Geschichten aus dem alten Berlin - Tenkrát to bylo-příběhy ze starého Berlína.

## Ředitelé a intendanti

### Ředitelé z USA
- 1948–1949: William F. „Bill“ Heimlich
- 1949–1953: Fred G. Taylor
- 1953–1957: Gordon A. Ewing
- 1957–1959: Lawrence Dalcher
- 1959–1961: Alexander A. Klieforth
- 1961–1968: Robert H. Lochner

### Němečtí intendanti
- 1945–1947: Franz Wallner-Basté
- 1948–1949: Erfried Heinecke (propuštěn 25. ledna 1949)
- 1969–1974: Roland Müllerburg
- 1974–1984: Ludwig von Hammerstein-Equord
- 1984–1987: Peter Schiwy
- 1987–1989: Bernhard Rohe
- 1989–1993: Helmut Drück

## Technický rozvoj

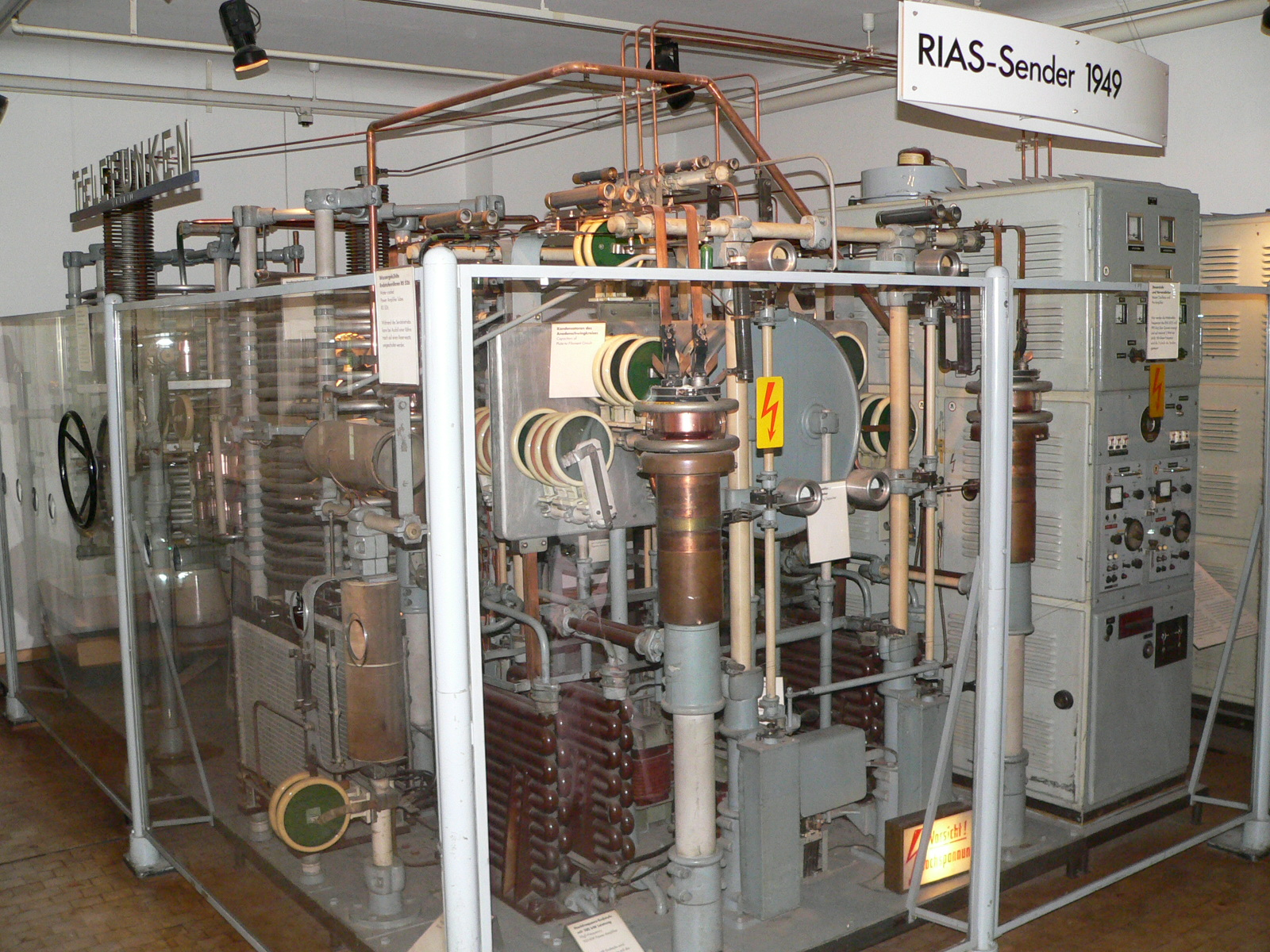
vysílač RIAS z roku 1949 v berlínském technickém muzeu

Dne 7. února 1946 vysílal poprvé „Drahtfunk im amerikanischen Sektor“ (DIAS - rozhlas po drátě v americkém sektoru) prostřednictvím telefonních linek v americkém sektoru. První budovou rozhlasu byl tehdejší telegrafní úřad v Schönebergu. Vysílalo se denně od 17 do 24 hodin na dlouhých vlnách na frekvencích 210 a 245 kHz. Od června 1946 byl vysílací režim rozšířen i na britský sektor.
První kontinentální středovlnný vysílač, pojízdný agregát armády Spojených států byl uveden do provozu v září roku 1946 a tím byl dovršen přechod DIASu na RIAS. Vysílač byl instalován na budoucím vysílacím místě RIASu v berlínské čtvrti Britz a zpočátku vysílal jen o síle pouhých 800 W na vlnové délce 610 kHz. V červnu 1947 byl nahrazen starým vysílačem wehrmachtu z roku 1935 o výkonu 20 kW. Dne 6. července 1948 byla zasvěcena nová rozhlasová budova v Kufsteiner Straße 69. Po nasazení krátkovlnného vysílače „Stimme Amerikas“ ("Hlas Ameriky") v Mnichově od 6. července 1948, a po zdokonalení anténového zařízení v Britzu byl 1. listopadu 1948 připojen dvacetikilowatový středovlnný vysílač v hornofalckém městě Hof. Z toho bylo zřejmé, že se vysílání RIASu mělo rozšířit z Berlína na celou sovětskou okupační zónou Německa. Protože už od začátku tento vysílač zastával názory ovlivněné USA, stal se rychle trnem v oku vládcům NDR, založené v roce 1949. Nejvyšší soud NDR prohlásil 27. června 1955 RIAS za špionážní, sabotérskou a zločineckou organizaci. Už před tím se začalo s pokrýváním celého prostoru NDR sítí rušiček, tj. vysílačů, které rušily poslech některých západních vysílačů. To přimělo RIAS k obrovskému rozmachu technického vybavení.
Poté, co byl roku 1949 berlínský středovlnný vysílač v roce 1949 zesílen na 100 kW a 7. srpna 1951 začal vysílat druhý krátkovlnný vysílač z Britzu, byl v březnu 1953 uveden do provozu první vysílač na velmi krátkých vlnách v Britzu, který byl relativně odolný proti rušení. Od 15. ledna 1953 se z Berlína vysílalo na střední vlně 989 kHz s výkonem 300 kW, což byl tenkrát nejsilnější vysílací výkon ve střední Evropě. Aby se vyhnulo východoněmeckému rušení alternativními vysílacími časy z různých vysílacích míst, byl 1. listopadu 1953 nastartován program RIAS 2 a zároveň byla dána do provozu nová středovlnná a ultrakrátkovlnná frekvence v Berlíně. V průběhu roku 1954 přibyly ještě dvě další středovlnné frekvence a ve spolupráci se zahraničním vysílačem USA Hlas Ameriky mohla být využita i dlouhovlnná frekvence. Celkem měl RIAS v polovině padesátých let dvacátého století k dispozici čtyři středovlnné frekvence, které se používaly střídavě ve dne v noci ze střídajících se vysílacích míst v Berlíně a v Hofu. K tomu připočtěme ještě dvě VKV frekvence z Berlína a jednu dlouhovlnnou a jednu krátkovlnnou frekvenci. Jako nejefektivnější se projevily VKV a krátké vlny, jejichž rušení bylo skoro nemožné. Teprve po zavedení ženevského vysílacího plánu z roku 1978 byly odpojeny východoněmecké rušičky a RIAS mohl přejít ke konstantnímu vysílacímu provozu.